# Champ de bataille national de Monocacy
Le champ de bataille national de Monocacy – ou Monocacy National Battlefield en anglais – est une aire protégée américaine située dans le comté de Frederick, dans le Maryland. Il est situé sur l'actuelle Maryland Route 355 (Urbana Pike) à quelques kilomètres au sud-est de la ville de Frederick. À proximité, l'Interstate 70 mène vers l'ouest jusqu'au champ de bataille national d'Antietam et la route américaine 15 mène vers le nord jusqu'au champ de bataille de Gettysburg.
Établi le 21 octobre 1976, ce champ de bataille national protège le site de la bataille de Monocacy Junction, déjà inscrit au Registre national des lieux historiques et classé National Historic Landmark depuis le 8 novembre 1973. Il est géré par le National Park Service.

## Histoire et géographie
Les Amérindiens sont présents dans la région de la rivière Monocacy depuis la période paléo-indienne (12000-8 000 avant J.-C.), à travers la période archaïque plus sèche (8000-1200 avant J.-C.) et jusque dans la période peuplée moderne (1200 avant J.-C.-1600 après J.-C.).
Les Européens habitent la région depuis au moins 1715. Avec eux, ils ont amené leurs ouvriers asservis. Dans le même temps, Frederick est également devenu le foyer d'une petite communauté de réfugiés franco-caribéens.
Une grande partie du champ de bataille de Monocacy est restée entre des mains privées pendant plus de 100 ans après la guerre civile. En 1928, Glenn Worthington, le propriétaire d'une grande partie du segment nord du champ de bataille, demanda au Congrès d'établir un parc militaire national à Monocacy. Bien que le projet de loi ait été adopté en 1934, le champ de bataille a langui pendant près de 50 ans avant que le Congrès n'affecte des fonds à l'acquisition de terres. Une fois les fonds obtenus, 1 587 acres (6 km) du champ de bataille ont été acquis à la fin des années 1970 et remis au National Park Service pour l'entretien et l'interprétation. L'historique Thomas Farm, théâtre de certains des combats les plus intenses, a été acquis par le National Park Service en 2001. Les conservateurs ont perdu les combats dans les années 1960 et 1980 lorsque l'Interstate 270 a été construite puis élargie, coupant en deux une partie du champ de bataille.
Les rangers et les bénévoles du National Park Service organisent des marches de bataille, des programmes spéciaux, une visite en voiture et des événements spéciaux tout au long de la saison estivale. Le Worthington Farm Trail, une paire de boucles (l'une de près de deux miles (3,2 km) de long, l'autre de 1,6 mile (2,5 km)) sur la partie nord du champ de bataille, permet au visiteur de parcourir certaines parties du champ de bataille et d'explorer la flore indigène de la région.
Le National Park Service a récemment établi un plan de gestion général pour mieux interpréter la zone et acquérir des terres supplémentaires si un financement peut être obtenu.